# فوزية (مغنية)
فوزية أويحيى (ولدت في 5 يوليو 2000) والمعروفة باسم فوزية هي مغنية وكاتبة أغاني كندية مغربية. ولدت في الدار البيضاء بالمغرب، ثم انتقلت مع عائلتها في سن الخامسة إلى Notre-Dame-de-Lourdes في مانيتوبا قبل أن تستقر في كارمان، مانيتوبا. تتحدث الإنجليزية والعربية والفرنسية بطلاقة.
في سن الخامسة عشر، فازت بجائزة أغنية العام وجائزة الجمهور والجائزة الكبرى في La Chicane Éléctrique، سنة 2015. بدأت نشر أغانيها والـ Covers للأغاني المعروفة على يوتيوب، مما زاد من ملحوظيتها ووقعت مع وكالة المواهب "Paradigm".
في عام 2017، فازت بالجائزة الكبرى في المسابقة الموسيقية "Unsigned Only" بناشفيل. في نفس العام، تعاونت مع فنان آخر من مانيتوبا وهو مات إب في الأغنية المنفردة "The Sound" وفازت بالمسابقة الدولية لكتابة الأغاني، وهي أكبر منافسة لتأليف الأغاني في العالم. كان الثنائي أول كنديين في تاريخ المسابقة الذي بلغ 16 عاما يفوزان بالجائزة الكبرى، وتفوقا على أكثر من 16000 مشترك من 137 بلدا مختلفا. غنت فوزية في وينيبيغ احتفالا بالذكرى ال150 لكندا.
ظهرت فوزية في أغنية Battle في ألبوم ديفيد جيتا '"7" والذي أعلن عنه في 24 أغسطس عام 2018. في مقابلة باللغة الفرنسية مع Le Matin، أشار جيتا إلى صوت فوزية «الرائع، قوي الأهتزاز وأسلوبها الفريد من نوعه، والذي كان السبب في اختياره لها لتكون في ألبومه». غنت أيضاً مع المغني المشهور جون لجند في أغنية Minefields عام 2021 .

## الأغنيات المنفردة
| عنوان الأغنية                   | تاريخ الإصدار الأولي |
| ------------------------------- | -------------------- |
| Knock on My Door                | 1 نوفمبر 2015        |
| My Heart's Grave                | 15 سبتمبر 2017       |
| Bad Dreams (Piano Version)      | 7 سبتمبر 2018        |
| This Mountain                   | 5 أكتوبر 2018        |
| Exothermic (Piano Version)      | 7 فبراير 2019        |
| Born Without A Heart            | 28 مارس 2019         |
| You Don't Even Know Me          | 19 سبتمبر 2019       |
| The Road                        | 22 يناير 2021        |
| How It All Works Out (Stripped) | 23 يوليو 2020        |
| Secrets                         | 21 مايو 2020         |
| Don't tell me I'm pretty        | 21 مارس 2021         |
| Hero                            | 29 يونيو 2021        |

## التعاونات
| عنوان الأغنية                                  | التعاون            | تاريخ الإصدار الأولي        |
| ---------------------------------------------- | ------------------ | --------------------------- |
| Battle                                         | ديفيد جيتا         | 14 سبتمبر 2018              |
| This Mountain - Moguai ريمكس Minefields- دويتو | Moguai John Legend | 11 يناير 2019 7 نوفمبر 2020 |

## روابط خارجية
- فوزية على موقع ميوزك برينز (الإنجليزية)
- فوزية على موقع أول ميوزيك (الإنجليزية)
- فوزية على موقع ديسكوغز (الإنجليزية)
- فوزية على موقع ديسكوغز (الإنجليزية)